# Eichhofen (Nittendorf)
Eichhofen ist ein Gemeindeteil des Marktes Nittendorf im Landkreis Regensburg sowie eine Gemarkung im südwestlichen Gemeindegebiet des Marktes.

## Geschichte
Bis Juni 1972 war Eichhofen eine selbstständige Gemeinde im Landkreis Regensburg, zuerst im Bezirksamt Hemau und von 1880 bis 1929 im Bezirksamt Stadtamhof. 1964 gab es die elf Gemeindeteile Eichhofen, Bärnthal, Brand, Goppenhof, Haus Werdenfels, Obereinbuch, Oberholz, Raigerholz, Rammelstein, Thumhausen und Viergstetten.

## Lage
Das Dorf Eichhofen liegt südwestlich des Kernortes Nittendorf an der Staatsstraße 2394. Durch den Ort fließt die Schwarze Laber, ein linker Zufluss der Donau.